# Michael Babcock
Pour les articles homonymes, voir Babcock.
Michael Babcock, dit Mike Babcock, (né le 29 avril 1963 à Manitouwadge (en) en Ontario au Canada) est un joueur de hockey sur glace et entraîneur. Il est le premier et à ce jour seul entraîneur à faire partie du Club Triple Or.

## Biographie

### Carrière de joueur
Babcock commence sa carrière en jouant dans la Ligue de hockey de l'Ouest, ligue junior canadienne, pour les Blades de Saskatoon en 1980-1981. Par la suite, il rejoint l'université au hockey sur glace et joue pour l'équipe de l'Université McGill dont il est le capitaine. Il est diplômé de McGill en 1987 après avoir remporté à le titre de meilleur joueur de l'équipe et avoir joué 146 matchs avec les Redmen de McGill pour 107 points. Une fois son diplôme en poche, il quitte le Canada et rejoint la National Ice Hockey League pour occuper le poste d'entraîneur-joueur pour les Whitley Warriors, mais n'y reste qu'une saison.

### Carrière d'entraîneur
À la suite de cette saison au Royaume-Uni, Babcock revient au Canada et devient entraîneur de l'équipe du Red Deer College (en). Il occupe le poste d'entraîneur des Kings pour trois saisons. Il rejoint ensuite l'équipe des Warriors de Moose Jaw de la LHOu et devient le nouvel entraîneur de l'équipe pour deux nouvelles saisons. L'équipe des Pronghorns de Lethbridge (en) est sa nouvelle étape pour la saison 1993-1994 avant que Babcock ne revienne dans la LHOu. Il passe alors six saisons derrière le banc des Chiefs de Spokane.
En 2000, il franchit un palier et devient entraîneur dans la Ligue américaine de hockey pour les Mighty Ducks de Cincinnati. L'équipe est affiliée à la franchise de la Ligue nationale de hockey, les Mighty Ducks d'Anaheim et les dirigeants de cette dernière décide de le nommer à la tête de leur équipe pour la saison 2002-2003. Il devient le troisième ancien étudiant de McGill à entraîner une équipe de la LNH après Lester Patrick à la tête des Rangers de New York et George Burnett (en) avec les Oilers d'Edmonton.
Les Mighty Ducks terminent la saison en septième place dans l’association de l’Ouest. Durant les séries éliminatoires, les Mighty Ducks battent les Red Wings de Détroit 4-0 puis les Stars de Dallas 4-2 et enfin les Wild du Minnesota 4-0 en finale d'association. Il s'agit alors du premier titre d'association de l'histoire de l'équipe. L'équipe de Babcock rencontre en finale les Devils du New Jersey. Malgré une bonne performance de l'équipe en général, et en particulier du gardien Jean-Sébastien Giguère, élu meilleur joueur des séries, les Devils s'imposent en sept matchs.
Lors de la saison suivante, l'équipe manque les séries et Babcock quitte la franchise en 2005 après la saison annulée de 2004-2005. Entretemps, il est entraîneur adjoint de Joel Quenneville derrière le banc de l'équipe du Canada lors du championnat du monde 2004 de Prague. L'équipe et Babcock remportent alors la médaille d'or en battant la Suède en finale 5-3.

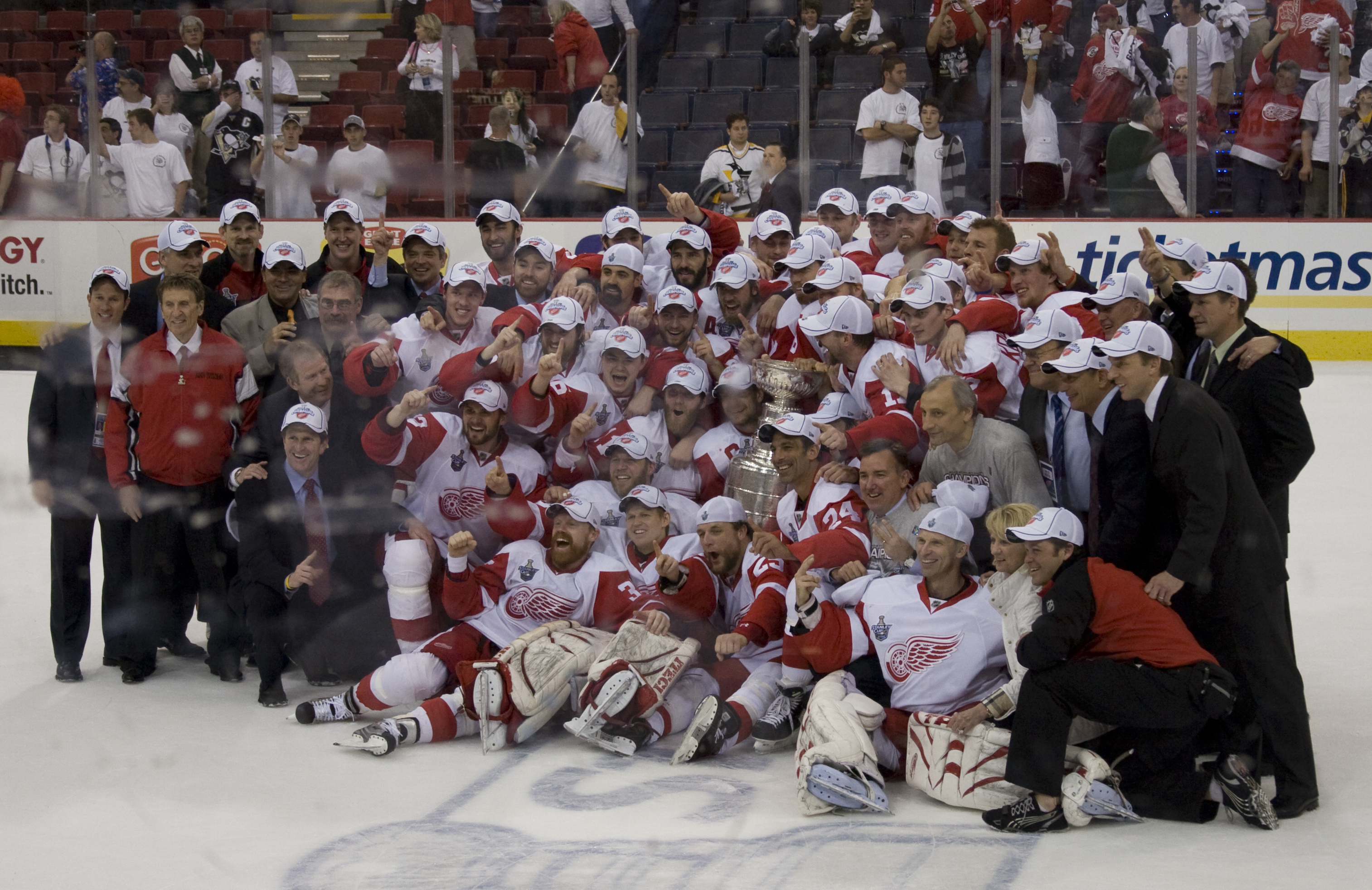
L'équipe 2008 de Détroit, championne de la Coupe Stanley sous la direction de Babcock.

Il remplace Dave Lewis à la tête de l'équipe des Red Wings de Détroit. Le 15 décembre 2007, face aux Panthers de la Floride, Babcock remporte sa 200e victoire dans sa carrière d'entraîneur. Il devient le deuxième entraîneur de l'histoire de la LNH à connaître trois saisons consécutives avec 50 victoires : 58 en 2005-2006, 50 en 2006-2007 et 54 en 2007-2008. Après s'être rendu en finale de la Coupe Stanley en 2003 avec les Mighty Ducks d'Anaheim, il y retourne avec l'équipe 2008 de Détroit. Les Red Wings sont alors opposés aux Penguins de Pittsburgh et Babcock remporte finalement sa première Coupe Stanley lors du sixième match de la série, match disputé sur la glace des Penguins.
En 2010, il mène l'Équipe du Canada au titre de champion olympique à Vancouver. Il devient ainsi le premier entraîneur à remporter les trois compétitions du Triple Gold Club le 28 février 2010.
En 2014, il répète l'exploit avec l'Équipe du Canada pour un 2e titre de champion olympique à Sotchi comme entraineur.
Mike Babcock devient entraîneur-chef des Maple Leafs de Toronto en 2015 et y demeure jusqu'à son congédiement en novembre 2019. En séries éliminatoires, il n'aura pas pu diriger les Maple Leafs au delà du premier tour.
C'est à l'été 2023 qu'il obtient une autre chance de diriger dans la LNH, cette fois pour les Blue Jackets de Columbus. Cependant, on apprend qu'il crée un malaise au sein de l'équipe en demandant à certains joueurs de voir leurs photos personnelles sur leur téléphone mobile. Il remet sa démission avant même de pouvoir diriger un seul match, incluant les matchs préparatoires,.

## Statistiques entraineur

### En club
| Saison    | Équipe                     | Ligue |    | PJ | V  | D  | N                            |  | Séries éliminatoires |
| 1991-1992 | Warriors de Moose Jaw      | LHOu  | 72 | 33 | 36 | 3  |                              |  |                      |
| 1992-1993 | Warriors de Moose Jaw      | LHOu  | 72 | 27 | 42 | 3  |                              |  |                      |
| 1993-1994 | Pronghorns de Lethbridge   | CWUAA | 48 | 34 | 11 | 3  |                              |  |                      |
| 1994-1995 | Chiefs de Spokane          | LHOu  | 72 | 32 | 36 | 4  |                              |  |                      |
| 1995-1996 | Chiefs de Spokane          | LHOu  | 72 | 50 | 18 | 4  |                              |  |                      |
| 1996-1997 | Chiefs de Spokane          | LHOu  | 72 | 35 | 33 | 4  |                              |  |                      |
| 1997-1998 | Chiefs de Spokane          | LHOu  | 72 | 45 | 23 | 4  |                              |  |                      |
| 1998-1999 | Chiefs de Spokane          | LHOu  | 72 | 19 | 44 | 9  |                              |  |                      |
| 1999-2000 | Chiefs de Spokane          | LHOu  | 72 | 47 | 19 | 4  |                              |  |                      |
| 2000-2001 | Mighty Ducks de Cincinnati | LAH   | 80 | 41 | 26 | 9  | Eliminé en première ronde    |  |                      |
| 2001-2002 | Mighty Ducks de Cincinnati | LAH   | 80 | 33 | 33 | 11 | Éliminé en tour qualificatif |  |                      |
| 2002-2003 | Mighty Ducks d'Anaheim     | LNH   | 82 | 40 | 27 | 9  | Défaite en finale            |  |                      |
| 2003-2004 | Mighty Ducks d'Anaheim     | LNH   | 82 | 29 | 35 | 10 | Non qualifié                 |  |                      |
| 2005-2006 | Red Wings de Détroit       | LNH   | 82 | 58 | 16 | -  | Éliminé au premier tour      |  |                      |
| 2006-2007 | Red Wings de Détroit       | LNH   | 82 | 50 | 19 | -  | Éliminé au troisième tour    |  |                      |
| 2007-2008 | Red Wings de Détroit       | LNH   | 82 | 54 | 21 | -  | Remporte la Coupe Stanley    |  |                      |
| 2008-2009 | Red Wings de Détroit       | LNH   | 82 | 51 | 21 | -  | Défaite en finale            |  |                      |
| 2009-2010 | Red Wings de Détroit       | LNH   | 82 | 44 | 24 | -  | Éliminé au deuxième tour     |  |                      |
| 2010-2011 | Red Wings de Détroit       | LNH   | 82 | 47 | 25 | -  | Éliminé au deuxième tour     |  |                      |
| 2011-2012 | Red Wings de Détroit       | LNH   | 82 | 48 | 28 | -  | Éliminé au premier tour      |  |                      |
| 2012-2013 | Red Wings de Détroit       | LNH   | 82 | 24 | 16 | -  | Éliminé au deuxième tour     |  |                      |
| 2013-2014 | Red Wings de Détroit       | LNH   | 82 | 39 | 28 | -  | Éliminé au premier tour      |  |                      |
| 2014-2015 | Red Wings de Détroit       | LNH   | 82 | 43 | 25 | -  | Éliminé au premier tour      |  |                      |
| 2015-2016 | Maple Leafs de Toronto     | LNH   | 82 | 29 | 42 | -  | Non qualifié                 |  |                      |
| 2016-2017 | Maple Leafs de Toronto     | LNH   | 82 | 40 | 27 | -  | Éliminé au premier tour      |  |                      |
| 2017-2018 | Maple Leafs de Toronto     | LNH   | 82 | 49 | 26 | -  | Éliminé au premier tour      |  |                      |
| 2018-2019 | Maple Leafs de Toronto     | LNH   | 82 | 46 | 28 | -  | Éliminé au premier tour      |  |                      |
| 2019-2020 | Maple Leafs de Toronto     | LNH   | 23 | 9  | 10 | -  | Congédié en cours de saison  |  |                      |